# 岑熙
岑熙（？—？），南阳郡西棘阳县（今河南省新野县）人。是岑彭的玄孙，岑杞的儿子，爵位为细阳侯。

## 生平
岑杞死后，岑熙继承了他的爵位，并且娶了汉安帝的妹妹涅阳公主刘侍男。岑熙年轻的的时候做过侍中、虎贲中郎将，后来升任魏郡太守，招聘隐逸的贤才，参与政事，无为而治。任职第二年，人们唱歌赞颂他：“我有枳棘，岑君伐之。我有蟊贼，岑君遏之。狗吠不惊，足下生牦。含哺鼓腹，焉知凶灾？我喜我生，独丁斯时。美矣岑君，於戏休兹！”岑熙死后，他的儿子岑福继承爵位。